# Eiffel 65
Eiffel 65 is een Italiaanse dance-act, die in 1999 een wereldwijde hit scoorde met Blue (Da Ba Dee). Dit nummer stond in onder andere zestien Europese landen waaronder België en Nederland, maar ook in Canada, Australië en de Verenigde Staten op de nummer 1-positie van de hitlijsten. De naam van de act is samengesteld uit een willekeurig, door een zelf geschreven computerprogramma, getrokken woord en een getal dat per ongeluk op een demo geschreven werd.

## Biografie
Eiffel 65 bestaat uit zanger Jeffrey Jey (Gianfranco Randone, geboren 1970 op Sicilië), toetsenist Maury (Maurizio Lobina, geboren 1973) en dj Gabry Ponte (Gabriele Ponte, geboren 1973). De groep werd opgericht in Turijn. Na het grote succes van hun debuutsingle Blue (Da Ba Dee), scoorde de groep nog een bescheiden hit met Move Your Body. Beide singles waren afkomstig van het debuutalbum Europop (1999), waar wereldwijd meer dan 3 miljoen exemplaren van werden verkocht.
Het tweede album Contact! werd in 2001 uitgebracht, maar was slechts in enkele Europese en Aziatische landen verkrijgbaar. Dit album was maar een bescheiden succes.
In 2003 bracht de groep een titelloos, Italiaanstalig album uit, dat in Italië een groot succes was. De groep deed hetzelfde jaar mee aan het prestigieuze Festival van San Remo met het nummer Quelli Che Non Hanno Età. Buiten Italië was dit album echter nauwelijks verkrijgbaar, ook niet nadat er in 2004 een special edition werd uitgebracht met een tweede cd, waar Engelse versies van tien van de dertien oorspronkelijke tracks en enkele remixen op stonden.
In 2005 stapte dj Gabry Ponte uit de groep om zich op zijn solocarrière te richten.
Het vierde album van de groep zou Crash Test gaan heten en in de lente van 2006 in Italië worden uitgebracht. In tegenstelling tot het volledig Italiaanse derde album zou Crash Test grotendeels Engels zijn (met drie Italiaanse en tien Engelse tracks). Echter, op 16 mei 2006 werd bekendgemaakt dat Maury en Jeffrey hun platenlabel Blisscorporation verlaten hadden om samen, met een eigen productiemaatschappij, verder te gaan.
Op 15 juni 2006 werd aangekondigd dat de nieuwe naam van de groep "Bloom 06" zou worden. Op 1 september 2006 werd onder deze naam de debuutsingle In the City uitgebracht. Een instrumentale versie van dit nummer was, als Living in My City, al te horen op de special edition van Eiffel 65's derde album.
Ruim een maand later, op 13 oktober, werd in Italië het debuutalbum Crash Test 01 uitgebracht. In tegenstelling tot berichtgevingen uit het Eiffel 65-tijdperk bevat dit album geen dertien, maar acht nummers, waarvan vijf Engelstalige en drie Italiaanstalige. In 2009 verscheen van Bloom 06 het album Crash Test 02.
In juni 2010 werd Eiffel 65 herenigd. In 2016 verscheen er een nieuwe single genaamd Panico op het YouTube-kanaal van Bliss Corporation.
In 2023 doet Eiffel 65 mee aan de San Marinese voorselectie van het Eurovisiesongfestival met het nummer Movie Star, maar won uiteindelijk niet.

## Trivia
- Flo Rida heeft in de hit Sugar de melodie van Blue gebruikt. Het betreffende gedeelte van Sugar is geproduceerd door de mannen van Bloom 06.

## Discografie

### Albums
Als Eiffel 65
- Europop (1999)
- Contact! (2001)
- Eiffel 65 (2003)

Als Bloom 06 (zonder Gabry Ponte)
- Crash Test 01 (2006)
- Crash Test 02 (2009)

### Singles
Als Eiffel 65
- Blue (Da Ba Dee) (1999)
- Move Your Body (1999)
- You Spin Me Round (2000)
- Too Much of Heaven (2000)
- My Console (2000)
- One Goal (2000)
- Back in Time (2001)
- Lucky [In My Life] (2001)
- 80's Stars (feat. Franco Battiato) (2001)
- Cosa Restera [In a Song] (2002)
- Quelli Che Non Hanno Età (2003)
- Viaggia Insieme a Me (2003)
- Una Notte e Forse Mai Piu (2003)
- Voglia di Dance All Night (2004)
- Panico (2016)

Als Bloom 06
- In the City (2006)
- Per Sempre (2006)
- Un'altra Come Te (2008)
- Being Not Like You (2009)

## Hitlijsten

### Singles
| Single met eventuele hitnotering(en) in de Nederlandse Top 40 | Datum van verschijnen | Datum van binnenkomst | Hoogste positie | Aantal weken | Opmerkingen                                               |
| ------------------------------------------------------------- | --------------------- | --------------------- | --------------- | ------------ | --------------------------------------------------------- |
| Blue (Da Ba Dee)                                              | 1999                  | 24-07-1999            | 1(5wk)          | 16           | Goud / Nr. 1 in de Mega Top 100 / Dancesmash op Radio 538 |
| Move Your Body                                                | 1999                  | 15-01-2000            | 19              | 9            | Nr. 19 in de Mega Top 100                                 |

| Single met hitnotering(en) in de Vlaamse Ultratop 50 | Datum van verschijnen | Datum van binnenkomst | Hoogste positie | Aantal weken | Opmerkingen                |
| ---------------------------------------------------- | --------------------- | --------------------- | --------------- | ------------ | -------------------------- |
| Blue (Da Ba Dee)                                     | 1999                  | 07-08-1999            | 1(4wk)          | 19           | Nr. 1 in de Radio 2 Top 30 |
| Move Your Body                                       | 1999                  | 15-01-2000            | 15              | 12           |                            |

### Remixen
1999-2002
- 883 – La Regina del Celebrita (Eiffel 65 Extended Mix)
- 883 – Viaggio al Centro del Mondo (Eiffel 65 Extended Mix)
- Alex Party – U Gotta be (Ice Pop Extended Mix)
- Alphaville – Big in Japan (Eiffel 65 Mix)
- Ana Bettz – Black & White (Eiffel 65 Extended Mix)
- Andreas Johnson – Glorious (Ice Pop Remix)
- Ann Lee – Ring my Bell (Eiffel 65 Atmosphere Pop Remix)
- Anna Vissi – Everything I Am (Eiffel 65 Mix)
- Aqua – Freaky Friday (Eiffel 65 Extended Mix)
- the Bloodhound Gang – the Bad Touch (Eiffel 65 Mix)
- Dr. Macdoo – the Macahula Dance (Eiffel 65 Remix)
- Gala – Everyone has Inside (Ice Pop Extended Mix)
- Jane Birkin – Je T’aime (Eiffel 65 Mellow Mix)
- Jean-Michel Jarre – Tout Est Bleu (Eiffel 65 Club Mix)
- Kim Lukas – All I Really Want (Eiffel 65 Remix)
- Kool & the Gang – Get Down on It (Eiffel 65 Extended Mix)
- Laura Pausini – Il Mio Sbaglio Piu Grande (Eiffel 65 Remix)
- Lilu – Little Girl (Eiffel 65 Extended Mix)
- Love Inc. – Here Comes the Sunshine (Eiffel 65 12” Mix)
- Lutricia McNeal – Fly Away (Eiffel 65 Remix)
- Nek – la Vita E (Eiffel 65 Extended Mix)
- Peach – Anywhere (Eiffel 65 Club Mix)
- Piero Pelu – Toro Loco (Eiffel 65 Extended Version)
- Regina – You & Me (Eiffel Pop Dance Remix)
- S Club 7 – Reach (Eiffel 65 Edit)
- Simone Jay – Paradise (Eiffel 65 Remix)
- Supereva – Thinking of You (Eiffel 65 Extended Mix)
- Toni Braxton – Spanish Guitar (Eiffel 65 Extended Mix)
- Unique II feat. Sheila Fernandez – Forever (Eiffel 65 Full Version)
- Vasco Rossi – ti Prendo E ti Porta Via (Eiffel 65 Extended Version)

2006
- Yo Yo Mundi - L’Ultimo Testimone (Inchiostro Electro Concept)